# 赵家洋楼
30°39′18″N 117°29′11″E / 30.65500°N 117.48639°E
赵家洋楼，亦称赵胜楼，是一个位于中国安徽省池州市贵池区的文物保护单位，位于秋浦街道翠柏南路。赵家洋楼共二层，属砖木结构，长21.8米，宽10.7米，中间为楼梯，西部为木构走廊。

## 简介

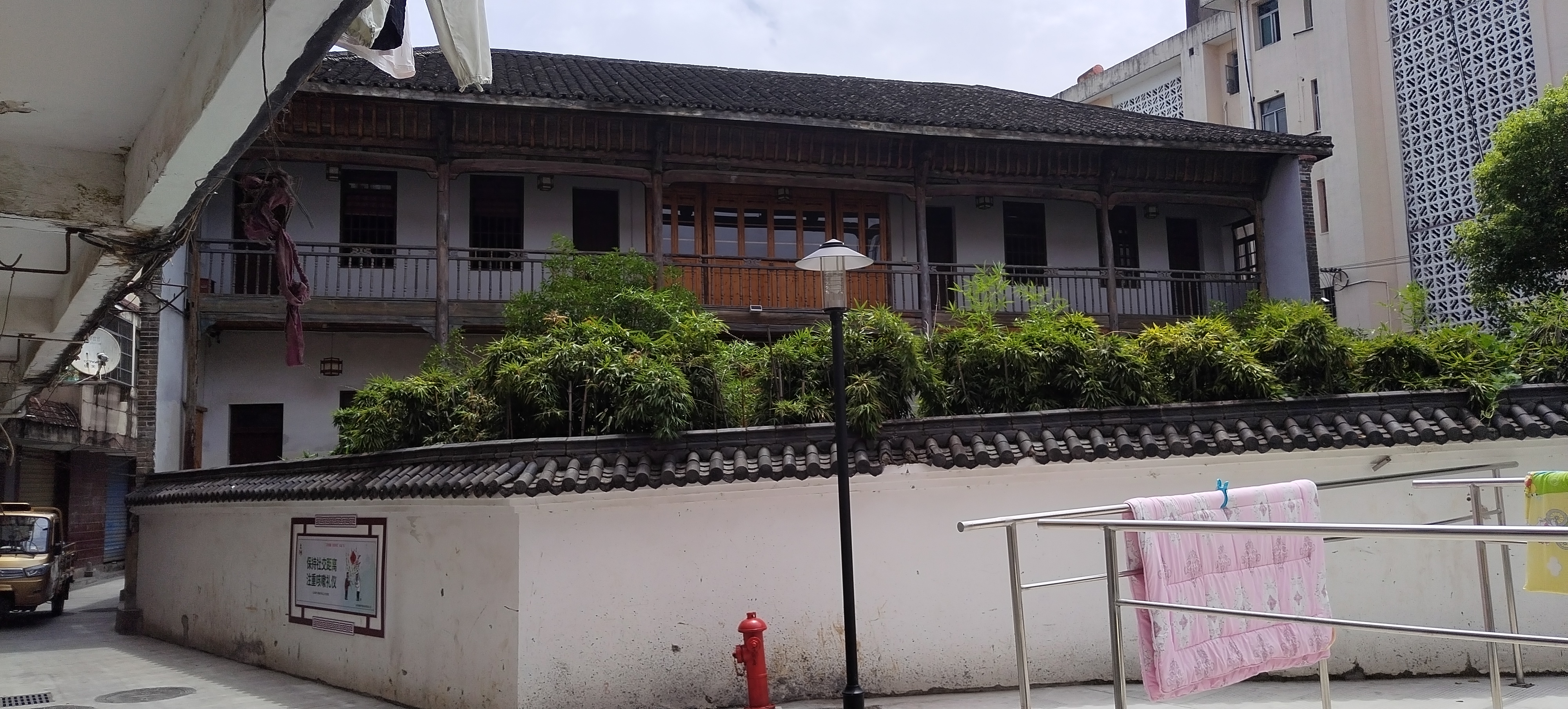
赵胜楼背面

赵家洋楼始建于1916年，由贵池县商人赵胜修建，具有西式风格。1927年3月北伐战争期间，国民革命军总司令蒋介石曾在此楼下榻。1938年10月28日，日本军队攻入贵池县城。该建筑物遂成为日军驻贵池及周边地区的司令部。贵池日伪当局将其划为军事禁区，布下铁丝网，不许外人进入，同时将后院改造日本式庭园。1945年8月，贵池光复，设立中华民国贵池县池阳镇镇公所。1949年5月1日，贵池县人民政府成立，该建筑物改建为中国人民解放军池州军分区总部。首任政委杨明（广东大埔人），司令员金行生。到文化大革命前期，改置贵池县教育局，不久改设贵池县教育工会，又为池州电大分校，1980年代以后一直荒废。直至2015年，该建筑尚未处于保护状态。
2020年3月4日，经池州市人民政府批准，赵家洋楼入选池州市第五批文物保护单位。